# Willy van Zwieteren
Willebrordus „Willy“ van Zwieteren (* 15. Januar 1904 in Rotterdam; † 22. November 1983 in Den Haag) war ein niederländischer Fußballspieler.
Der Abwehrspieler von Sparta Rotterdam machte am 17. März 1929 sein einziges Länderspiel für die niederländische Nationalmannschaft beim 3:2-Sieg im Freundschaftsspiel im Olympiastadion Amsterdam gegen die Schweiz. Es war ein Spiel, in dem Bondscoach Bob Glendenning experimentierte; vier Akteure der Anfangsformation machten ihr erstes Match für Oranje, neben van Zwieteren waren dies Jan Halle, Adje Gerritse und Jaap Barendregt; daneben kamen weitere drei Akteure erst zu ihrem zweiten beziehungsweise dritten Länderspieleinsatz. Der Chronist der Zeitschrift Ons Zeeland sah im Vorfeld in dieser „Verjüngungskur“ einen „Aderlass ... der mit gleich großer Wahrscheinlichkeit entweder gerechtfertigt oder deplaciert sein kann.“ Im Nachhinein war es eher Zweiteres, denn von diesen jungen Spielern konnten sich später nur Beb Bakhuys und Joop van Nellen in der Nationalelf durchsetzen; alle anderen blieben bei weniger als vier Einsätzen.